# 80180 Elko
80180 Elko è un asteroide della fascia principale. Scoperto nel 1999, presenta un'orbita caratterizzata da un semiasse maggiore pari a 2,3089168 UA e da un'eccentricità di 0,1240180, inclinata di 6,26392° rispetto all'eclittica.
Percorre un'orbita intorno al sole in 42 mesi, ed ha un diametro stimato tra da 1 a 3 km.
L'asteroide è dedicato all'omonima località del Nevada, in cui è vissuto da adolescente uno dei due scopritori, Patrick Wiggins.